# Polo G
Taurus Tremani Bartlett (nascido em 6 de janeiro de 1999), conhecido pelo nome artístico Polo G, é um rapper, cantor e compositor americano. Em 2018, ele ganhou destaque com o single "Finer Things" e "Pop Out" em 2019 (com Lil Tjay). Em 2019, ele lançou seu álbum de estreia "Die a Legend", que recebeu críticas geralmente positivas e alcançou a posição número seis na Billboard 200 dos EUA e foi certificado de platina pela RIAA.
O segundo álbum de estúdio de Polo G, "The Goat", lançado em 2020, alcançou a posição número dois na Billboard 200 e alcançou dez singles na parada Billboard Hot 100. Em 2021, ele lançou o single "Rapstar", que estreou em primeiro lugar no Hot 100 e se tornou seu primeiro hit número um no Hot 100. A canção serviu como o primeiro single de seu terceiro álbum de estúdio "Hall of Fame", lançado em 2021, que se tornou o primeiro álbum de Polo no topo das paradas.

## Infância
Taurus Tremani Bartlett nasceu no bairro Old Town de Chicago, Illinois, filho de Taurus Bartlett e Stacia Mac. Stacia, ex-gerente de propriedade, atua como produtora de Polo G. Ele cresceu no Marshall Field Garden Apartments. Ele é o segundo de quatro filhos, tendo uma irmã mais velha, um irmão mais novo e uma irmã mais nova. Depois de se formar no ensino médio, Bartlett foi aceito na Lincoln University com especialização em radiodifusão, mas decidiu não ir em seu primeiro dia, optando por seguir uma carreira musical em tempo integral.

## Carreira

### 2018–2019: início, contrato eDie a Legend
A primeira música de Bartlett gravada foi intitulada "ODA", lançada no YouTube. Ao criar uma conta no SoundCloud em 2018, ele lançou a faixa "Gang with Me", que rapidamente acumulou milhões de reproduções. Ele continuou ganhando força com suas canções "Welcome Back" e "Neva Cared". Bartlett lançou "Finer Things", uma canção que escreveu enquanto estava preso, na segunda metade de 2018 e rapidamente ganhou milhões de visualizações. No início de 2019, Bartlett lançou a faixa "Pop Out" com Lil Tjay, que alcançou a posição 11 na Billboard Hot 100. O videoclipe da música ganhou mais de 200 milhões de visualizações no YouTube e o levou a assinar um contrato com a Columbia Records. Bartlett também lançou vídeos para suas canções "Deep Wounds", "Through da Storm", "Effortless" e "Dyin 'Breed" de seu primeiro álbum de estúdio "Die a Legend", lançado em 7 de junho de 2019 e atingiu o pico de posição no número 6 na Billboard 200. "Heartless", um single lançado no final de 2019, contou com a produção de DJ Mustard, e mais tarde foi apresentado em seu segundo álbum.

### 2020–presente:The Goat, Only Dreamers Achieve Records, eHall of Fame
Em 14 de fevereiro de 2020, Bartlett lançou a faixa "Go Stupid", com os rappers Stunna 4 Vegas e NLE Choppa com produção de Mike Will Made-It e co-produção de Tay Keith. "Go Stupid" se tornou sua segunda música no Billboard Hot 100 (depois de "Pop Out"), chegando a posição de número 60. Bartlett então lançou seu segundo álbum de estúdio, "The Goat", em 15 de maio de 2020. O álbum estreou em segundo lugar na Billboard 200 e dez músicas do álbum chegaram ao Hot 100, incluindo "Flex" com Juice Wrld e "Be Something" com Lil Baby, chegando as posições de números 30 e 57, respectivamente. No mesmo mês, ele foi apresentado ao lado de Lil Baby em "3 Headed Goat" de Lil Durk, que alcançou a posição 43 na Billboard Hot 100. Em julho, Polo apareceu no álbum póstumo de Juice Wrld, "Legends Never Die" na canção "Hate the other side". A canção alcançou a posição número 10 na Billboard Hot 100, seu primeiro single entre os dez melhores e mais bem avaliados no geral. Em 11 de agosto de 2020, ele foi incluído no XXL Freshmen Class de 2020. Mais tarde naquele mês, ele lançou o videoclipe de seu single "Martin & Gina", que alcançou a posição 61 na Billboard Hot 100. Em setembro, ele lançou o single "Epidemic", que alcançou a posição de número 47 na Billboard Hot 100. Em 30 de outubro de 2020, ele participou da faixa "The Code", de King Von, em seu álbum de estreia "Welcome to O'Block". A canção alcançou a posição número 66 na Billboard Hot 100 e alcançou as paradas no Canadá.
Em setembro, Bartlett anunciou sua própria gravadora, Only Dreamers Achieve (ODA), com o artista Syracuse Scorey sendo seu primeiro a assinar com o selo. 
Bartlett foi homenageado na lista 2021 da Forbes 30 Under 30, na categoria de música.
Em 5 de fevereiro de 2021, ele lançou o single "GNF (OKOKOK)". Em 12 de fevereiro, participou da trilha sonora do filme Judas and the Black Messiah, na música "Last Man Standing". Em 5 de março, Bartlett também participou da trilha sonora do filme Boogie, de 2021, na canção "Fashion" do falecido rapper Pop Smoke. Bartlett colaborou com Lil Tjay e Fivio Foreign na canção "Headshot", lançada em 19 de março. Sua canção "Rapstar", lançada em 9 de abril de 2021, estreou em primeiro lugar na Billboard Hot 100. [6] Em 17 de maio, ele anunciou que terminou de gravar seu terceiro álbum de estúdio Hall of Fame. Ele lançou o quarto single do álbum "Gang Gang" com Lil Wayne em 21 de maio, com a canção chegando a 33 na Billboard Hot 100. Em 11 de junho, Bartlett lançou "Hall of Fame", que estreou como número um na Billboard 200 dos Estados Unidos e se tornou seu primeiro álbum alcançando a primeira posição da tabela. Ele lançará Hall of Fame 2.0, uma edição deluxe do álbum, em 3 de dezembro de 2021.

## Estilo musical
Polo G era originalmente conhecido por seu som estilo Drill de Chicago, mas eventualmente transicionou para um estilo mais melódico. Ele é conhecido por sua "narrativa vívida e explícita"; suas letras geralmente envolvem assuntos difíceis, incluindo racismo e saúde mental. Ele afirmou que os rappers americanos Lil Wayne e Tupac Shakur são suas maiores influências. Ele também cresceu ouvindo Gucci Mane, assim como os rappers de Chicago Lil Durk, ele estudou com o artista G Herbo na escola.

## Vida pessoal
Polo tem um filho, nascido em 6 de julho de 2019.
Bartlett foi hospitalizado em 12 de agosto de 2019, devido a uma overdose de medicamento quase fatal em uma festa. Devido à sua hospitalização mencionada acima e à morte do colega rapper e amigo Juice Wrld, ele abandonou o ecstasy e o Xanax.

## Discografia
- Die a Legend (2019)
- The Goat (2020)
- Hall of Fame (2021)

## Filmografia
| Ano  | Título                    | Interpretando |
| ---- | ------------------------- | ------------- |
| 2021 | Juice Wrld (Documentário) | Ele mesmo     |